# Anton Wiklund

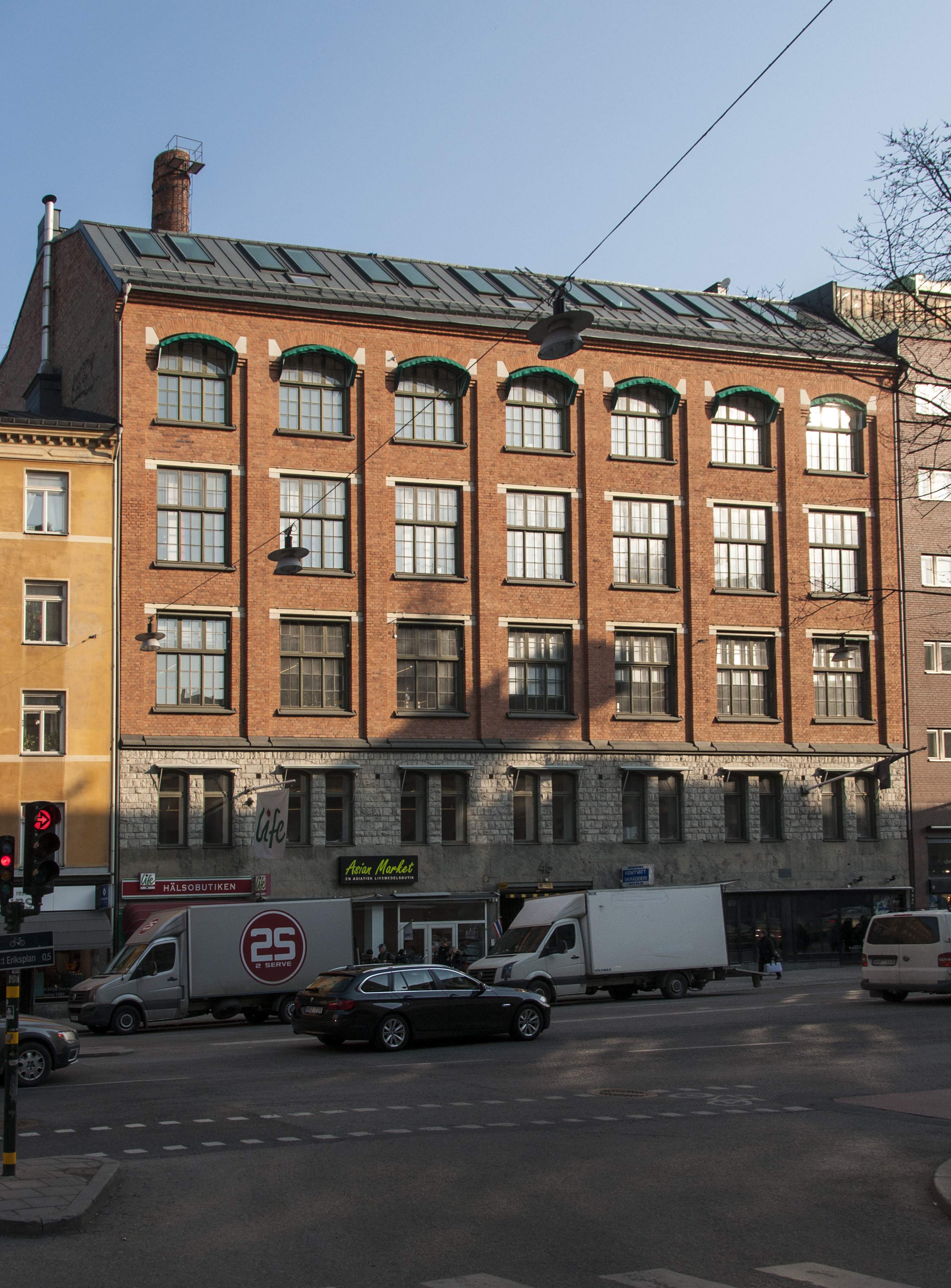
Wiklunds Velocipedfabrik på Sankt Eriksgatan 46 i Stockholm

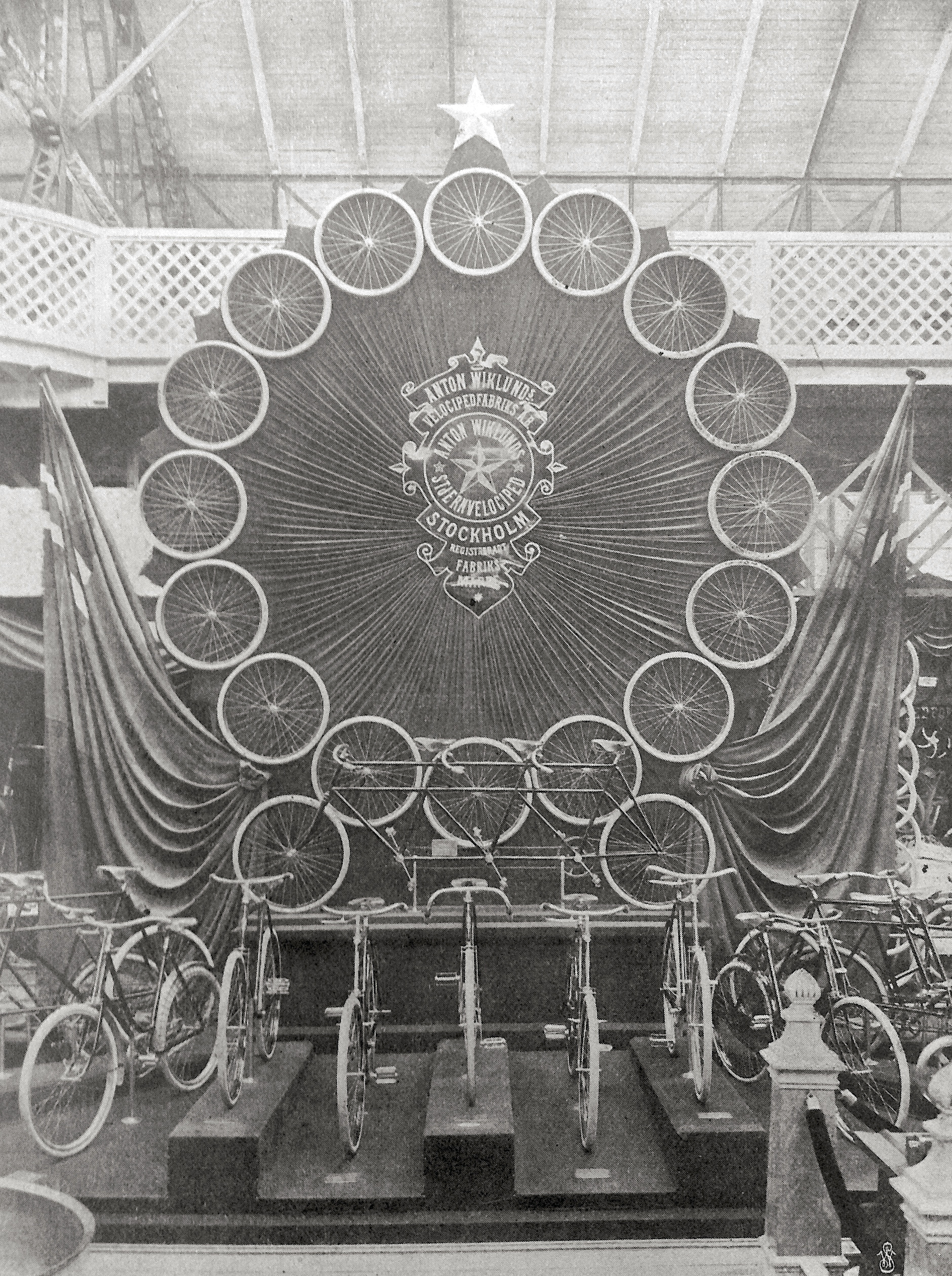
Anton Wiklunds stånd på Stockholmsutställningen 1897

Anton Wiklund, född 15 november 1859 i Östersund, död 7 februari 1912 i Stockholm, var en svensk tävlingscyklist och företagare.
Wiklund började 1886 importera engelska cyklar till Stockholm. 1891 grundades Anton Wiklunds Velocipedfabrik, som tillverkade "Stjernvelocipeder". VD var sedan 1892 Anders Olsson. Anton Wiklund lämnade firman vid slutet av 1894. Motorcyklar och bilar började importeras 1903 respektive 1904. Varumärket "Nordstjernan" användes både för egentillverkade cyklar och importerade motorcyklar. Utöver Nordstjernan fanns även varumärkena "Polstjernan", "Juno", "Vesta", samt "Kulm" och "Stjernan". Rörelsen övertogs 1939 av Nymans Verkstäder i Uppsala (som hade varumärkena Hermes och sedan 1931 Crescent).